# Hans Kyhle
Anders Hans Ingmar Kyhle, född 3 februari 1933 i Grycksbo kyrkobokföringsdistrikt, Kopparbergs län, död 2 januari 2025 i Sofia distrikt i Stockholm, var en svensk sångare, kyrkomusiker och kördirigent. 

## Biografi
Hans Kyhle var kyrkomusiker i Engelbrekts församling i Stockholm och var ledare för Den bacchanaliska kören, Par Bricoles sångkör mellan 1978 och 2006. Kyhle är far till operasångarna Magnus Kyhle och Jan Kyhle och körsångerskan Ulrika Kyhle. Han var gift med Gunnel Kyhle från 1956 till sin bortgång.

## Filmografi
- 1975 – Trollflöjten